# Agaton Divotvorce
Svatý Agaton Divotvorce (úmrtí 14. století, Kyjev) byl pravoslavný mnich, působící v Pečerském monastýru.
O životě svatého Agatona je známo jen to, co je psáno na desce před jeskyní jeho hrobu. Údajně měl dar proroctví a uzdravování.
Podle antropologických studií zemřel ve věku 30–40 let. Svatořečen byl roku 1643. Jeho úcta byla potvrzena na synodách v letech 1762, 1775 a 1784. Jeho ostatky leží v jeskyni Kyjevskopečerské lávry.